# 生菜包

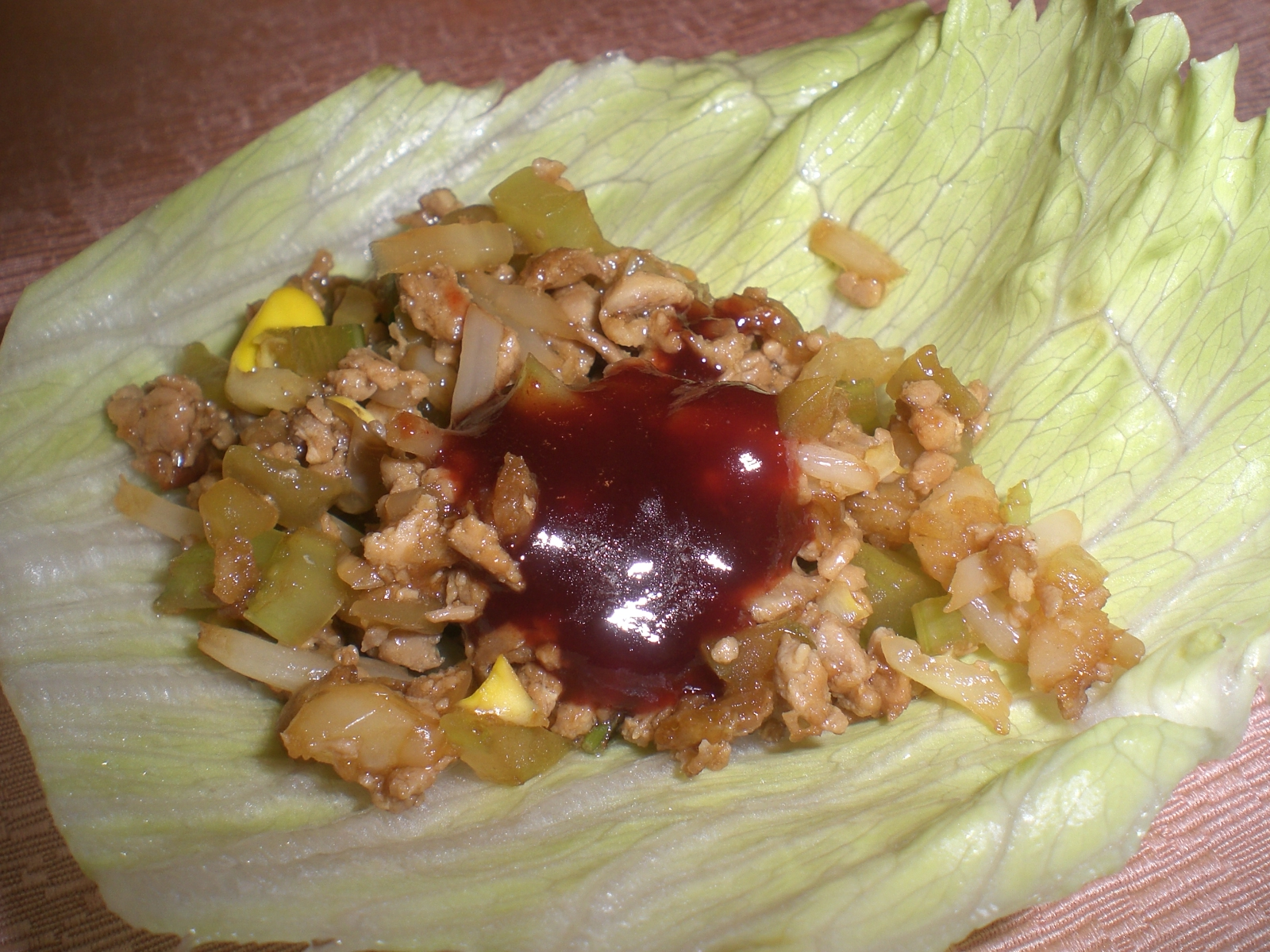
豬肉炒粒生菜包

生菜包是一种食品，寓意“生财”。

## 起源
生菜包源自广州市芳村的坑口生菜会，该活动举办的时间为从农历廿四至廿九一连六日（旧称前三日后三日），这里会设有戏台和比武台，唱粤曲的，舞狮的和比武的登台。为供村民观赏之余家人朋友共聚用餐，小贩便推出生菜包。

## 材料
生菜菜叶包着特制的饭菜（通常有蚬肉、碱菜等馅料）。